# Берёзовикское сельское поселение
Берёзовикское сельское поселение — муниципальное образование в Окуловском муниципальном районе Новгородской области.
Крупнейший населённый пункт и административный центр — село Берёзовик.

## География
Территория сельского поселения расположена в центре Новгородской области, на юго-западе Окуловского района.
Граничит:
- на севере с Боровёнковским сельским поселением;
- на северо-востоке с Кулотинским городским поселением;
- на востоке с Окуловским городским поселением;
- на юго-востоке с Турбинным сельским поселением;
- на юге с Валдайским муниципальным районом;
- на западе с Крестецким муниципальным районом.

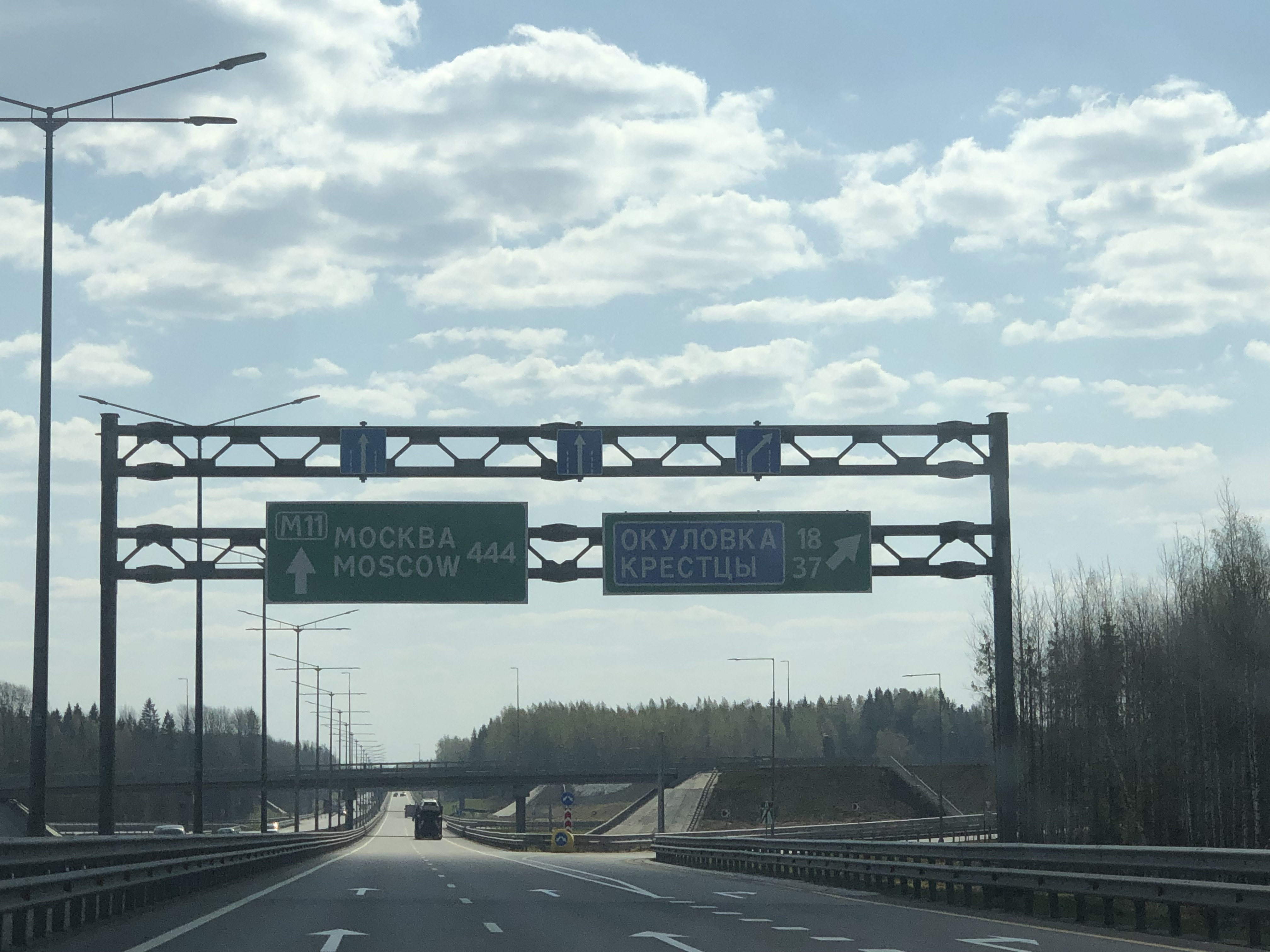
Развязка на М11

По территории поселения проходит трасса М11, находится развязка с дорогой Окуловка-Крестцы.

## История
Берёзовикское сельское поселение было образовано в соответствии с законом Новгородской области от 11 ноября 2005 года № 559-ОЗ. В состав сельского поселения вошло 30 населённых пунктов.

## Население
| 2010 | 2012 | 2013 | 2014 | 2015 | 2016 | 2017 |
| ---- | ---- | ---- | ---- | ---- | ---- | ---- |
| 710  | ↘681 | ↘658 | ↘639 | ↘629 | →629 | ↗636 |
| 2021 |      |      |      |      |      |      |
| ↘421 |      |      |      |      |      |      |

## Состав сельского поселения
| №  | Населённый пункт | Тип населённого пункта       | Население |
| -- | ---------------- | ---------------------------- | --------- |
| 1  | Берёзовик        | деревня                      | ↗16       |
| 2  | Берёзовик        | село, административный центр | ↘306      |
| 3  | Борок            | деревня                      | ↗4        |
| 4  | Васильково       | деревня                      | →9        |
| 5  | Дорищи           | деревня                      | ↗9        |
| 6  | Дружная Горка    | деревня                      | →0        |
| 7  | Забродье         | деревня                      | ↘23       |
| 8  | Завод            | деревня                      | ↗88       |
| 9  | Заозерье         | деревня                      | ↘46       |
| 10 | Заозерье         | железнодорожная станция      | ↘10       |
| 11 | Заречье          | деревня                      | ↘1        |
| 12 | Ивники           | деревня                      | →0        |
| 13 | Корытница        | деревня                      | ↘30       |
| 14 | Лапустино        | деревня                      | →4        |
| 15 | Лядчино          | деревня                      | ↗18       |
| 16 | Малое Заозерье   | деревня                      | ↗1        |
| 17 | Малый Борок      | деревня                      | ↗11       |
| 18 | Мануйлово        | деревня                      | ↗17       |
| 19 | Мошниково        | деревня                      | ↗15       |
| 20 | Новики           | деревня                      | ↘0        |
| 21 | Новоселицы       | деревня                      | ↗46       |
| 22 | Перетно          | деревня                      | ↘28       |
| 23 | Подол            | деревня                      | ↗4        |
| 24 | Снарево          | деревня                      | ↗29       |
| 25 | Стари            | деревня                      | →4        |
| 26 | Талыженка        | деревня                      | →0        |
| 27 | Федорково        | деревня                      | ↗12       |
| 28 | Федосково        | деревня                      | ↗9        |
| 29 | Хирики           | деревня                      | ↘2        |
| 30 | Юрьево           | деревня                      | →5        |